# Cestrum johnniegentrianum
Cestrum johnniegentrianum är en potatisväxtart som beskrevs av D'arcy. Cestrum johnniegentrianum ingår i släktet Cestrum och familjen potatisväxter. Inga underarter finns listade i Catalogue of Life.